# Mu Fornacis
Mu Fornacis (19 Fornacis) é uma estrela na direção da constelação de Fornax. Possui uma ascensão reta de 02h 12m 54.46s e uma declinação de −30° 43′ 25.8″. Sua magnitude aparente é igual a 5.27. Considerando sua distância de 332 anos-luz em relação à Terra, sua magnitude absoluta é igual a 0.23. Pertence à classe espectral A0V.